# Ordine basiliano del Santissimo Salvatore dei melchiti
L'Ordine basiliano del Santissimo Salvatore dei melchiti (in latino Ordo basilianus Sanctissimi Salvatoris melkitarum) è un istituto religioso maschile della Chiesa cattolica greco-melchita. I monaci di questo ordine, detti popolarmente salvatoriani, pospongono al loro nome la sigla B.S.

## Storia
Venne fondato a Sidone (in Libano) nel 1683 dal metropolita di Tiro e Sidone, Eutimio Sayfi (1642 - 1722), per l'attività missionaria popolare presso i fedeli delle diocesi del patriarcato di Antiochia.
L'ordine venne approvato da papa Benedetto XIV nel 1743.
Al 2014 l'ordine contava 26 monasteri e 98 religiosi, 83 dei quali sacerdoti.

## Vescovi viventi appartenenti all'Ordine
- Issam John Darwich, B.S. (arcivescovo di Zahleh e Furzol dei melchiti)
- Elie Bechara Haddad, B.S. (arcivescovo di Sidone)
- Ibrahim Michael Ibrahim, B.S. (vescovo del Santissimo Salvatore di Montréal dei melchiti)
- Gregorio III Laham, B.S. (patriarca emerito di Antiochia dei melchiti)